# 泰布爾羅克 (密蘇里州費爾普斯縣)
泰布爾羅克（英語：Table Rock）是位於美國密蘇里州費爾普斯縣的非建制地區。

## 地理
泰布爾羅克所處的海拔為高於海平面276米（即906英呎），而該地所採用的時區為UTC-6，即北美中部時區（CST）。同時該地設有夏令時間，為UTC-6調快一小時，即UTC-5（CDT）。